# Cybister tripunctatus
Cybister tripunctatus är en skalbaggsart som först beskrevs av Olivier 1795.  Cybister tripunctatus ingår i släktet Cybister och familjen dykare.

## Underarter
Arten delas in i följande underarter:
- C. t. lateralis
- C. t. tripunctatus
- C. t. temnenkii
- C. t. africanus

## Bildgalleri

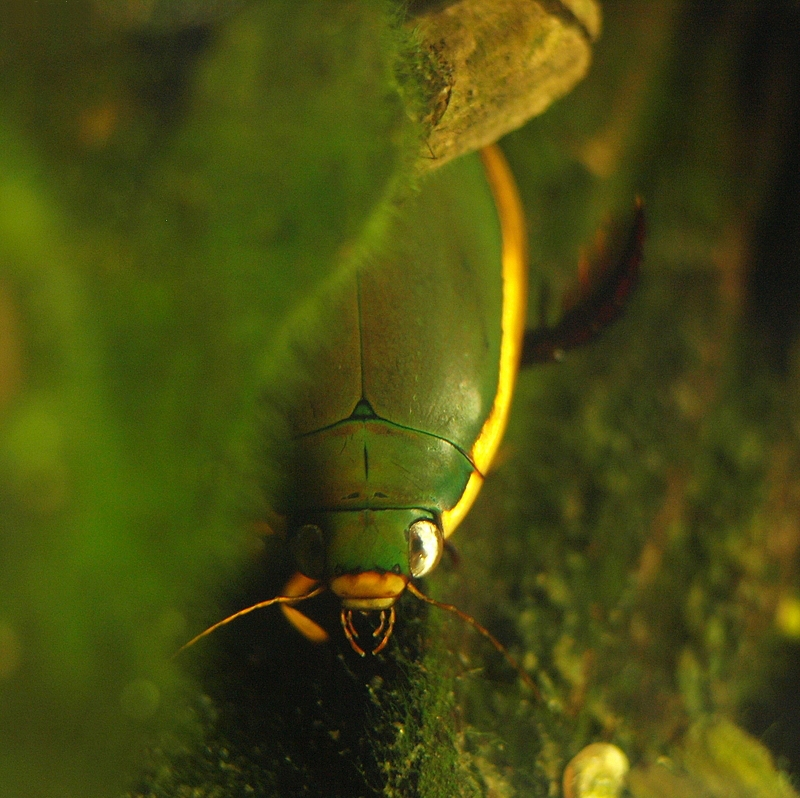